# Vaixell oceanogràfic
Un vaixell oceanogràfic és una embarcació que està condicionada per dur a terme les tasques de recerca científica en mars i oceans. Alguns bucs oceanogràfics tenen un casc reforçat per navegar en l'oceà Àrtic i l'Antàrtida.
Els bucs oceanogràfics posseeixen instrumental per fer estudis de temperatura, salinitat, oxigen dissolt, fluorescència de l'aigua. També analitzen la direcció i les característiques dels corrents marins i realitzen observacions meteorològiques.
L'anàlisi de la biologia marina s'aconsegueix amb la captura d'exemplars, utilitzant els mètodes de pesca que es considerin més adequats per a les espècies que són objecte de la recerca. Per als estudis geològics, s'obtenen mostres del subsol i del llit marí.

## Imatges

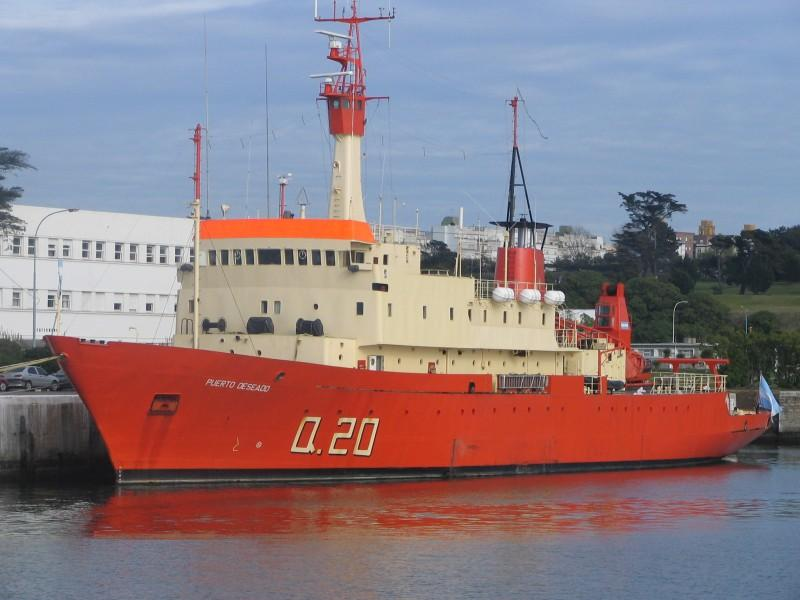
Puerto Deseado (Q-20) de l'Armada Argentina.
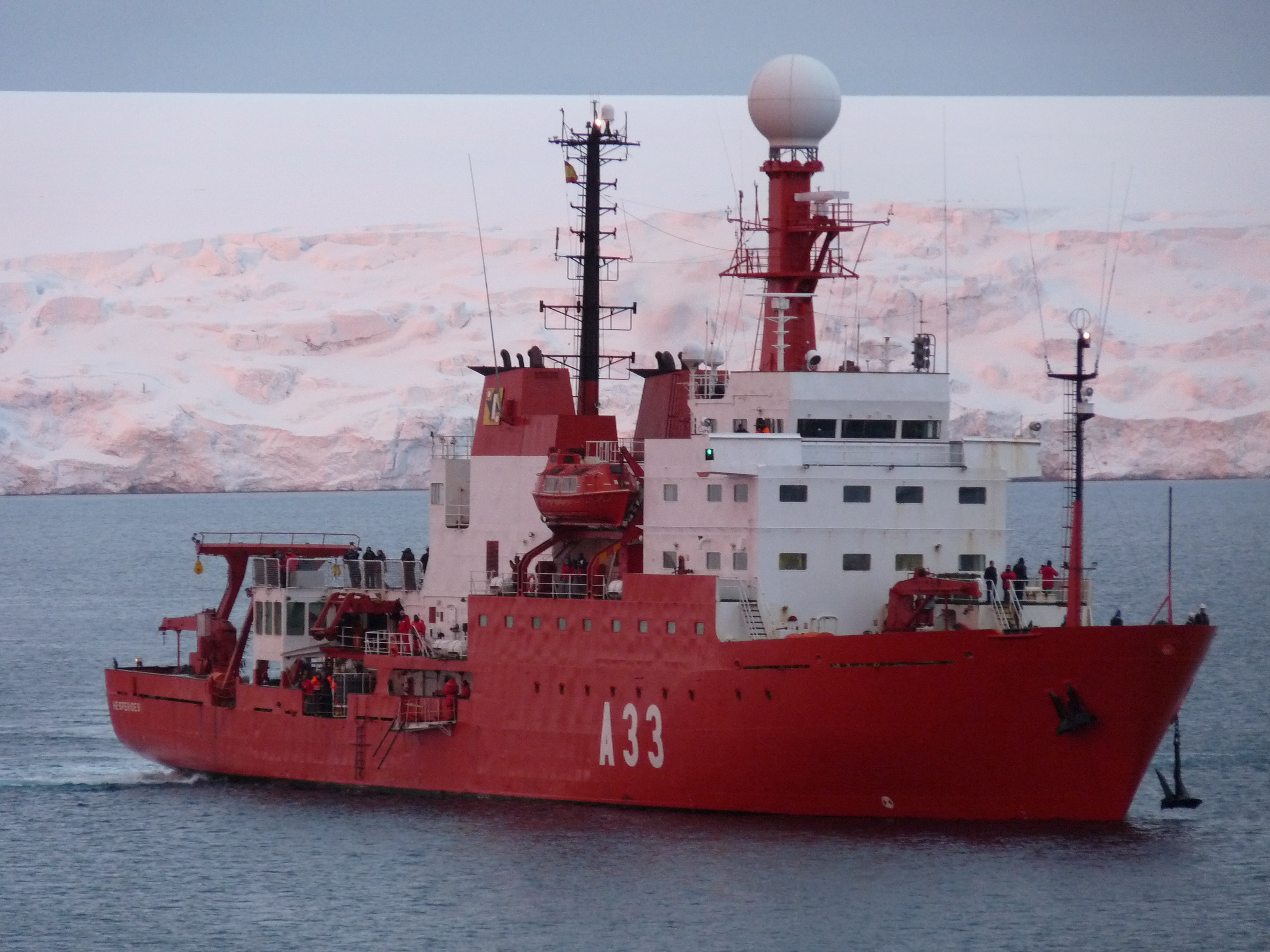
Hespérides (A-33) de l'Armada Espanyola.
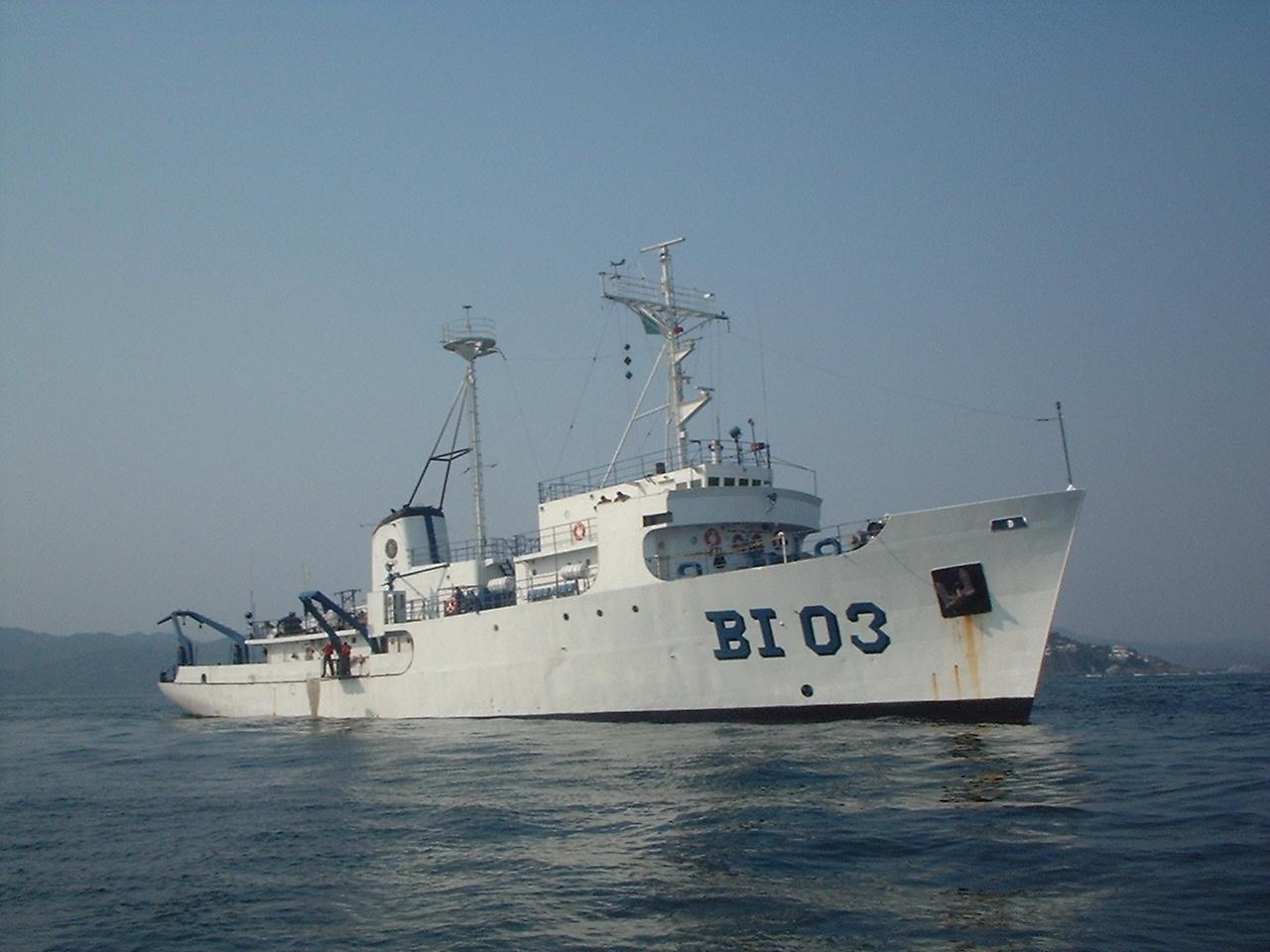
ARM Altair (BI-03) de l'Armada de Mèxic.
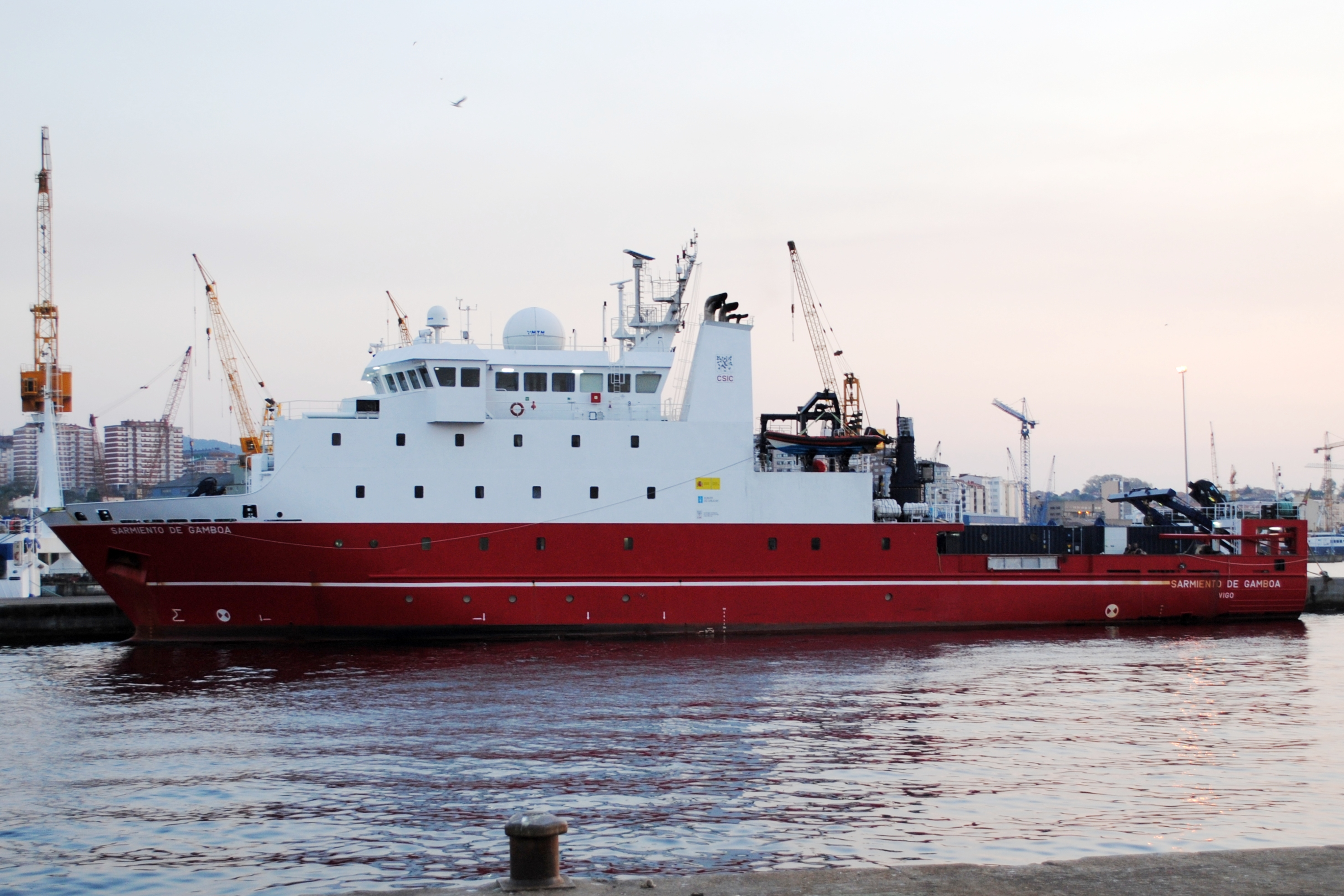
Buc oceanogràfic Sarmiento de Gamboa del CSIC.